# Sri Ksetra

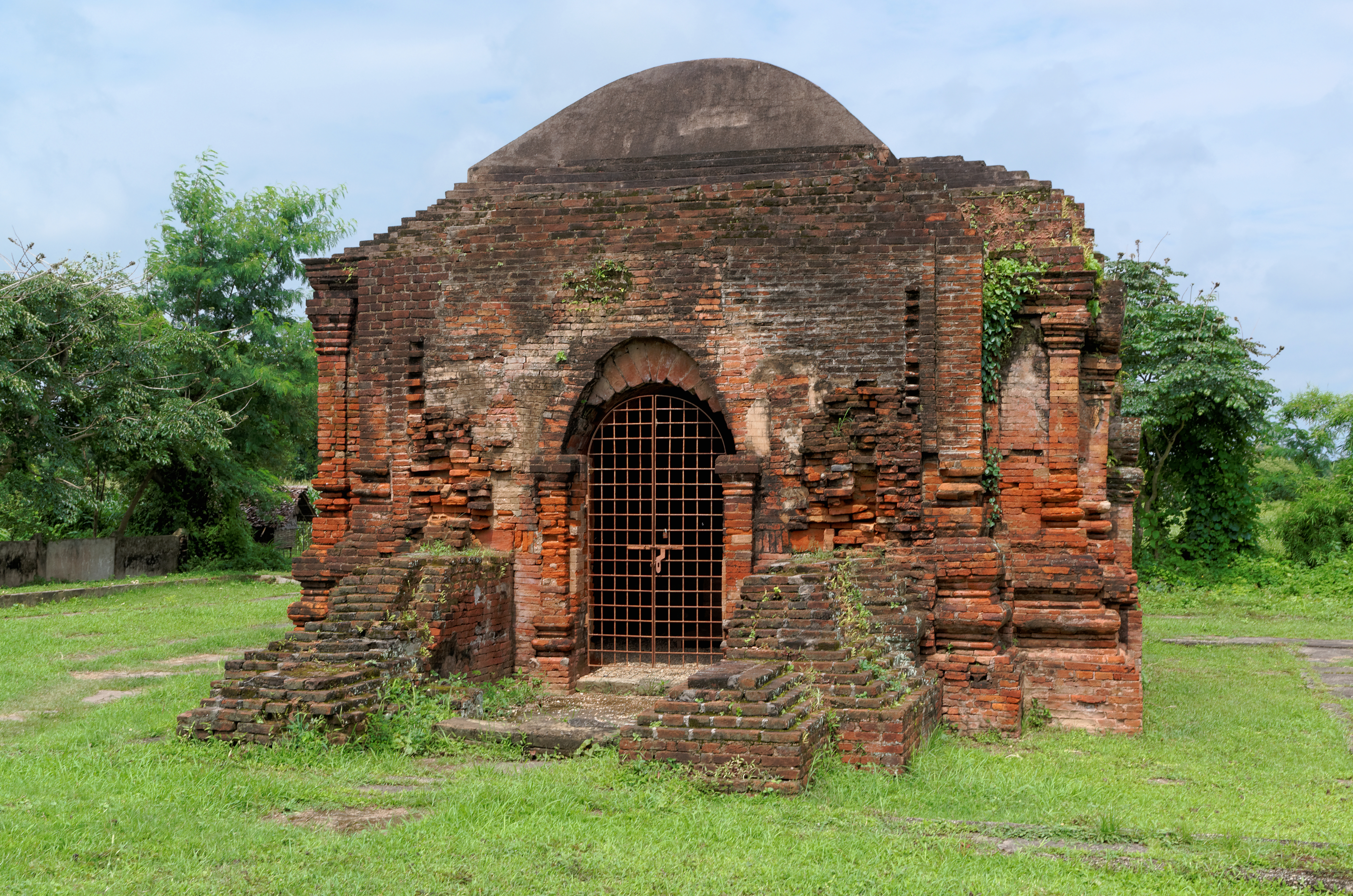
Östlicher Zegu-Tempel

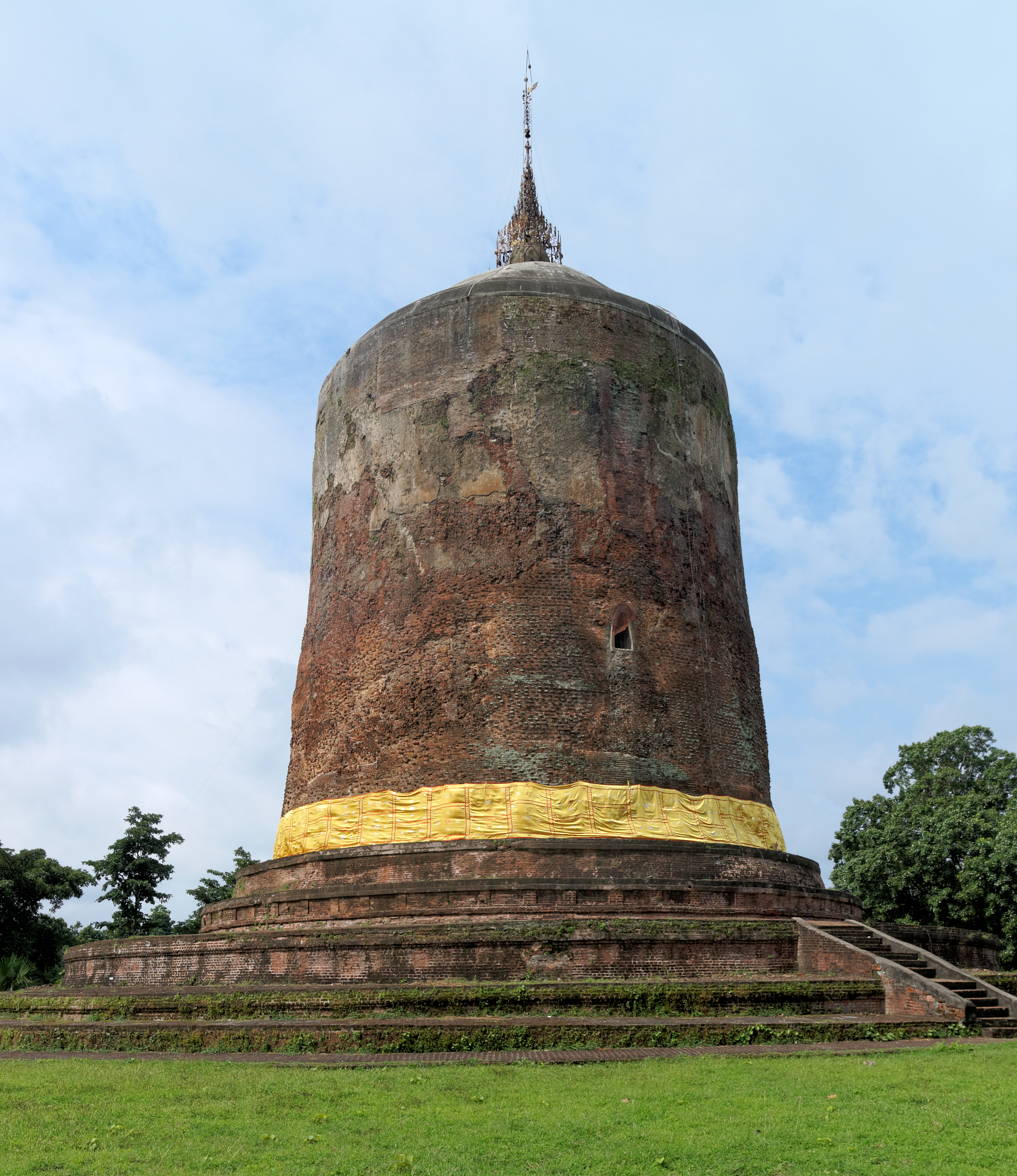
Die Bawbawgyipagode in Sri Ksetra

Sri Ksetra (auch Tharay-khit-taya oder Alt-Prome) war die größte Stadt der Pyu, eines Volkes im heutigen Myanmar (Birma), und Hauptstadt des gleichnamigen Königreiches.
Sie liegt auf dem Gebiet der heutigen Bago-Division, etwa 8 km außerhalb der im Norden am Irrawaddy gelegenen Stadt Pyay, die bis 1989 den Namen 'Prome' trug.
Die Stadt soll nach der Glaspalast-Chronik 544 v. Chr. gegründet worden sein und wurde 656 wieder verlassen. Das Gründungsdatum ist fiktiv und ist verbunden mit dem Eingang Buddhas ins Nirwana. Erste Ausgrabungen fanden hier 1904 statt. Die Stadt misst 4,4 km im Durchmesser und ist von einer Ziegelmauer umgeben. Das Stadtgebiet umfasst dabei 1477 ha, wobei ca. 70 % der Fläche für Ackerbau benutzt wurden. Die Stadtmauer hat 32 Haupt- und 32 Nebentore. Innerhalb der Stadtmauern finden sich diverse Stupas, Pagoden und Tempel. Im Zentrum der Stadt fand sich ein Palast, der 1991 ergraben wurde. Es fanden sich Gold-, Bronze- und Steinskulpturen sowie Inschriften in Sanskrit, Pali und Pyu. Hier fanden sich auch die bisher ältesten Texte in Pali, geschrieben auf 20 Seiten Goldblech. Die Skulpturen sind besonders bemerkenswert, da sie an anderen Orten der Pyu eher selten vorkommen.
Einige Urnen, die man fand, sind von besonderem Interesse. Sie nennen Namen von Königen und sind datiert nach einer nicht bekannten Ära. Es wird vermutet, dass es sich um die Gupta-Ära handelt.
Am Ort befindet sich heute ein Museum. Zusammen mit anderen Ruinenorten in Myanmar wurde Sri Ksetra 1996 zum Weltkulturerbe vorgeschlagen. In der 38. Sitzung des UNESCO-Welterbekomitees am 22. Juni 2014 wurde sie zusammen mit Halin und Beikthano-myo als erste Welterbestätte in Myanmar unter der Bezeichnung Historische Städte der Pyu in die Welterbeliste aufgenommen.

## Die (bekannten) Könige von Sri Ksetra
| Name            | Regierungszeit | Kommentar                                                         |
| --------------- | -------------- | ----------------------------------------------------------------- |
| Duttabaung      | 544 v. Chr.    | wird in der Glaspalast-Chronik als Gründer von Sri Ksetra genannt |
| Hri Vikrama     | †360           | erscheint auf datierter Graburne                                  |
| Singha Vikrama  | †363           | erscheint auf datierter Graburne                                  |
| Suuriya Vikrama | †383           | erscheint auf datierter Graburne                                  |